# Eric Reed
Eric Reed (Philadelphia, 1970. június 21. –) amerikai dzsesszzongorista. Gyakori partnere: Wynton Marsalis és az Eric Reed Quintet vagy/és Quartet.

## Pályakép
Kétévesen kezdett zongorázni, ötévesen már zongorázott at apja templomában játszott, hétévesen pedig a Philadelphia Settlement Music Schoolba járt. Tizenegy évesen  családja Los Angelesbe költözött, ahol az R. D. Colburn Művészeti Iskolában tanult tovább.
1986 májusában megismerkedett Wynton Marsalisszal. Tizennyolc éves korában turnézott Marsalisszal. Egy évvel később csatlakozott Marsalis szeptettjéhez, és 1990 és 1991 között dolgozott vele, továbbá Joe Hendersonnal és Freddie Hubbarddal.
Zeneszerzőként is dolgozott, zenét szerzett független és mainstream filmekhez is.

## Lemezek
- 1990 Soldier's Hymn
- 1993 It's All Right to Swing
- 1994 The Swing and I
- 1995 West Coast Jazz Summit (Mons) with Ralph Moore, Robert Hurst, Jeff Hamilton
- 1996 Musicale with Nicholas Payton, Wycliffe Gordon, Wessell Anderson, Ron Carter
- 1997 Pure Imagination
- 1999 Manhattan Melodies
- 2000 Happiness
- 2000 EBop
- 2001 Mercy and Grace
- 2001 We
- 2002 From My Heart
- 2003 Cleopatra's Dream
- 2003 Merry Magic
- 2004 Impressive & Romantic: The Great Composers We Love
- 2005 Blue Trane
- 2005 Here
- 2006 Blue Monk
- 2006 We 2
- 2008 Stand!
- 2009 Plenty Swing, Plenty Soul
- 2011 The Dancing Monk
- 2011 Something Beautiful
- 2012 The Baddest Monk
- 2013 Reflections of a Grateful Heart
- 2014 The Adventurous Monk
- 2014 Groovewise